# Стари надгробни споменици у Невадама
Стари надгробни споменици у Невадама (Општина Горњи Милановац) груписани у два сеоска гробља, као и крајпуташи, представљају важан извор података за проучавање генезе становништва овог села.

## Неваде
Неваде се налазе у непосредној близини Горњег Милановца, са обе стране  реке Деспотовице. Граниче се са селима Сврачковци, Велереч, Грабовица (Горњи Милановац) и Горња Врбава. Преко Невада воде деонице Ибарске магистрале и регионалног пута Горњи Милановац-Крагујевац.
Насеље је основано у средњем веку. Поновно насељавање започело је почетком 19. века житељима из Старог Влаха, Црне Горе и Херцеговине.
Село Неваде има седам засеока, а у новије време, насељавањем око Ибарске магистрале и пута за Крагујевац, практично је ушло у састав градског подручја. Сеоска слава је Бели петак.

### Сеоска гробља
На сеоском гробљу сачуван је знатан број старих надгробника преко којих се може пратити генеза споменика карактеристичних за овај крај. Хронолошки најстарији су масивни камени крстови. Бројчано доминирају споменици у облику стуба, са или без карактеристичне „капе”.

## Галерија
На Вујовића гробљу срећу се слични типови споменика, нешто рудаметнарнијих форми.